# Renata Vilhena

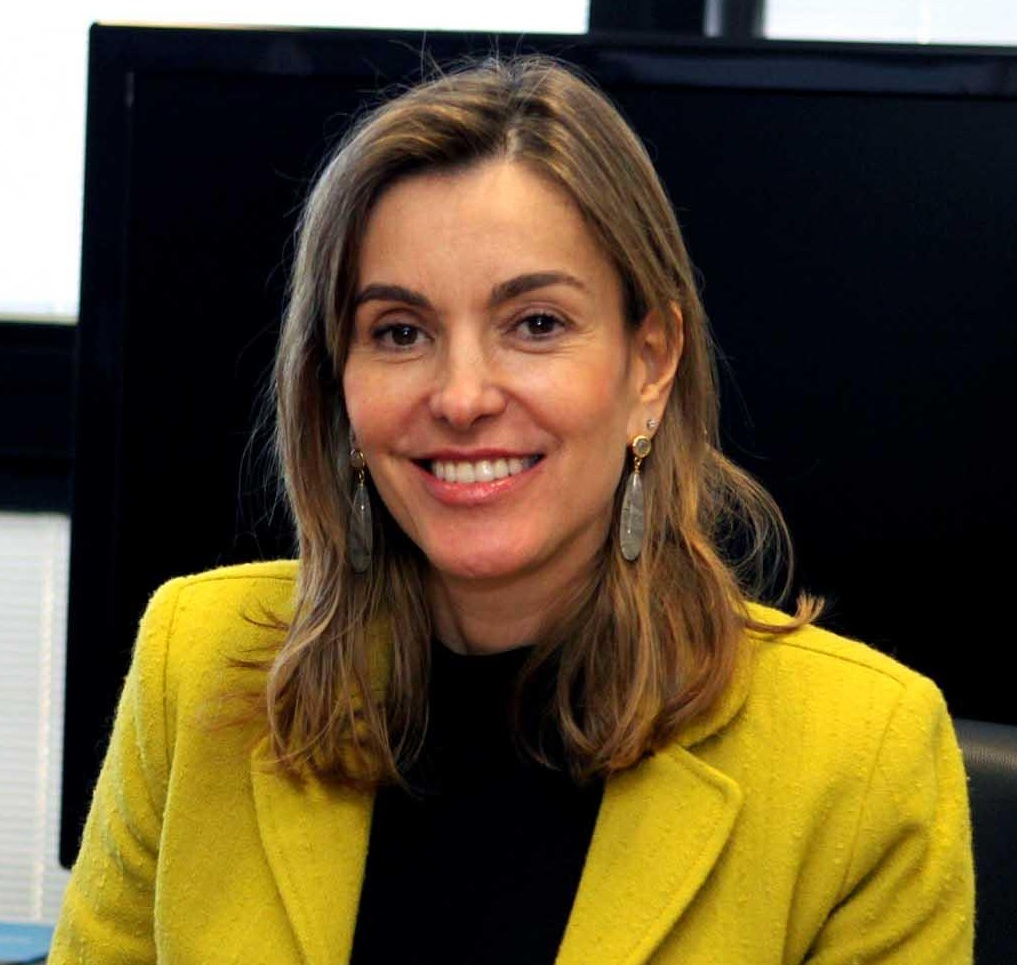

Renata Maria Paes de Vilhena (Belo Horizonte, 9 de janeiro de 1962) é uma consultora, professora e ex-secretária estadual mineira.
Desde 2015, é professora associada da Fundação Dom Cabral, onde participou do Programa de Gestão Avançada – PGA, em 2016 tornou-se membro do Conselho de Desenvolvimento Econômico e Social da Presidência da República – CDES. Ex-Secretária de Planejamento e Gestão do Governo de Minas Gerais, durante os governos de Aécio Neves, Antônio Anastasia e, Alberto Coelho, e também ex-presidente da Câmara de Coordenação Geral, Planejamento, Gestão e Finanças.

## Biografia
Filha da união de Tarcisio Brandão de Vilhena e Circéa Paes de Vilhena.
É graduada em Estatística pela Universidade Federal de Minas Gerais, e 2011 especializou-se em Administração Pública na Fundação João Pinheiro e em Gestão Pública e Legislação Urbana do tipo Lato Sensu na Universidade Cândido Mendes.
Renata é servidora pública de carreira, em 1985 iniciou sua atuação no Governo de Minas, como técnica da Secretaria de Estado do Trabalho e Ação Social. Posteriormente, foi para a Secretaria de Estado da Casa Civil e, em seguida, para a Secretaria de Estado de Planejamento e Coordenação Geral, na qual atuou como Chefe de Gabinete (1996 a 1998) e Secretária-Adjunta (1998 a 1999).
No segundo mandato do Presidente Fernando Henrique Cardoso, foi convidada a integrar a equipe do Ministério do Planejamento, Orçamento e Gestão, como Secretária-Adjunta de Logística e Tecnologia da Informação.
Em 2003, retornando ao Governo de Minas, atuou como Secretária-Adjunta de Planejamento e Gestão até dezembro de 2006, quando passou a ocupar a titularidade da Pasta, após a candidatura do então Secretário Antonio Anastasia a Vice-Governador do Estado.

### Condecorações recebidas
- Título de Cidadania Honorária Campanhense, por Câmara Municipal da cidade de Campanha - 2012;
- Doutora Honoris Causa, por Universidade Estadual de Montes Claros (Unimontes) - 2012;[2]
- Prêmio Guerreiro Ramos de Gestão Pública, por Conselho Federal de Administração - 2011;
- Diploma de Honra ao Mérito, por Câmara Municipal de Belo Horizonte - 2011 (iniciativa parlamentar Silvia Helena);[3]
- Título de Cidadania Honorária da Câmara Municipal da cidade de Luz - 2010;
- Paraninfa da Classe de 2010 de Soldados da Polícia Militar do Estado de Minas Gerais - 2010;
- Grande Medalha da Inconfidência - 2010;
- Medalha JK - 2007;
- Medalha da Inconfidência - 2 grau - 2007;
- Homenagem da Policia Militar do Estado de Minas Gerais - 2006;
- Homenagem do Corpo de Bombeiros Militar do Estado de Minas Gerais - 2006;
- Medalha do Mérito Policial Civil "Luiz Soares de Souza Rocha" - 2005;
- Colar do Mérito da Corte de Contas Ministro José Maria Allkmim -Tribunal  de Contas do Estado de Minas Gerais - 2003;
- Medalha de Honra ao Mérito - Fundação Hemominas - 2003;
- Prêmio Hélio Beltrão:  "Leilão Reverso, uma Nova Modalidade de Licitação" -  2002;
- Medalha do Mérito Legislativo - 1998;
- Medalha da Inconfidência - 1997;
- Medalha Santos Dumont - 1996 e 1994.